# درازمنقارچگان
درازمنقارچگان (نام علمی: Penaeidae) نام یک تیره از زیرراسته دارآبشش‌داران است.